# Stanley Spencer
Sir Stanley Spencer (1891—1959) fou un pintor anglès destacat per la seva originalitat i per ser una de les figures importants de l'art britànic del segle xx. La seva obra es caracteritza per combinar temàtica religiosa amb escenes quotidianes, sovint ambientades a Cookham (Berkshire),  el seu poble natal, que descrivia com una mena de «cel a la terra». Educat a la Slade School of Fine Art de Londres, Spencer va guanyar renom per la seva participació en l'exposició postimpressionista de 1912, i pels murals de la Sandham Memorial Chapel (1927—1932), on plasmà la vida dels soldats amb un profund sentiment humà. Spencer fou artista oficial de guerra durant ambdós conflictes mundials, creant obres emblemàtiques com les dedicades a la construcció de vaixells al Clyde durant la Segona Guerra Mundial.

L'obra de Spencer reflecteix influències que van des dels mestres del primer Renaixement fins als prerrafaelistes i ha estat comparada amb la de William Blake per la seva visió mística i personal. Peces com La resurrecció: Cookham són considerades síntesis d'harmonia clàssica i experimentació moderna. Malgrat la fama, la seva vida personal i professional tingué moments de controvèrsia, com el seu divorci, les tensions amb la Royal Academy i el contingut eròtic d'algunes de les seves pintures. Els darrers anys de la seva carrera es centrà en paisatges i retrats, consolidant el seu llegat com un dels artistes més singulars del segle xx. Cookham, on se situa un museu dedicat a la seva obra, continua sent el lloc central de la seva memòria artística.

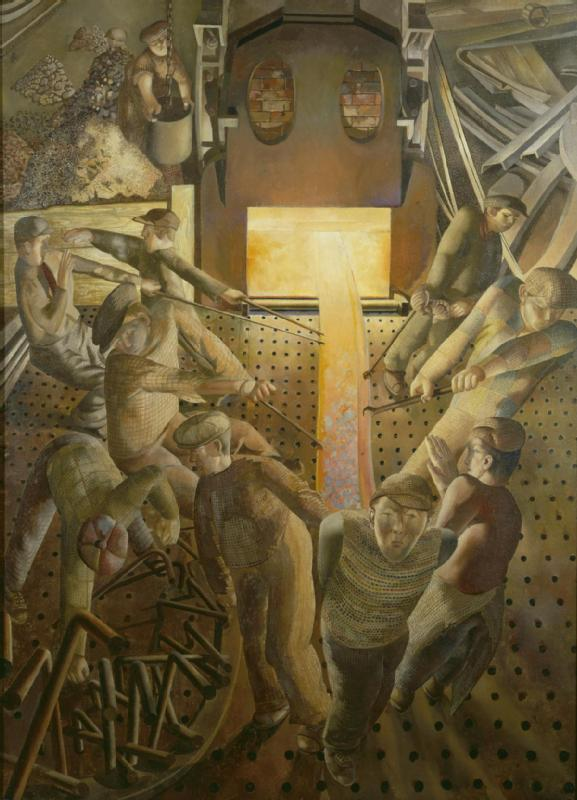
La construcció naval al Clyde: els forns (1945)

## Obres destacades
L'obra pictòrica de Stanley Spencer es caracteritza per la seva prolífica producció, centrada principalment en escenes de la vida quotidiana i paisatges de Cookham, el seu poble natal, sovint amb un to místic i simbòlic. Entre les seves peces més destacades s'inclouen paisatges com Paisatge extens amb una porta de ferro forjat i Swan Upping at Cookham, retrats com Dues noies i un rusc i obres religioses com Crist bolcant la taula dels canvistes. També va explorar temes rurals i urbans amb peces com El pont i Rickets Farm.